# Farid Álvarez
Farid Álvarez (nacido en 1982) es un productor, saxofonista, quenista y alientista mexicano. Es conocido por su participación en la grabación del disco  La velocidad de la luz del grupo de rock chileno Los bunkers. 
Hizo estudios en la Escuela Nacional de Música de la UNAM y En la Universidad Autónoma Metropolitana UAM, ha participado en más de 20 festivales de música en México y en el extranjero. 
Actualmente es saxofonista y fundador del grupo de música mexicana “La Calenda” y saxofonista en la Orquesta Típica García Blanco

## Biografía
Farid Álvarez es un saxofonista, quenista y zampoñista mexicano, hizo estudios en la Escuela Nacional de Música de la UNAM y en la Universidad Autónoma Metropolitana (UAM). 
Ha participado en más de 20 festivales en todo el país y en el extranjero, destacándose: El festival de las artes en la ciudad de Lerdo, Durango; el festival de la primavera y las artes en San Cristóbal de las Casas Chiapas; el festival del folklore en San Luis Potosí y el festival de Jazz en la Ciudad de Toronto, Canadá. En el ámbito capitalino, se ha presentado en casi todas las facultades y escuelas de la UNAM y del IPN, escuelas e institutos privados, diferentes eventos privados, congresos e inauguraciones.
También ha participado como músico invitado en el Coral Mexicano del Instituto Nacional de Bellas Artes, y en grupos de diferentes géneros y estilos, dándole una experiencia excepcional en el conocimiento de diferentes formas musicales. Otra labor importante es la labor docente, ha sido profesor de saxofón desde hace 8 años y maestro de piano desde hace 10. Fue miembro del proyecto Escuelas Para la Vida, programa de la Alcaldía Tláhuac dirigido a la enseñanza de música a niños y niñas en situación vulnerable. 
En la academia ha participado en diferentes cursos y diplomados como son: Diplomado de Teoría del Performance musical en la ENM, Curso de música afrocaribeña en el CENART, Diplomado sobre música de Nuevo México en la ENM y diferentes clínicas sobre composición y saxofón. 
Ha participado con grupos y artistas como: Alejandra Ávalos, Samuel Nallar, Marco Antonio Vázquez, María Katzarava, Los Hijos de la Matraca, Chévere Suave, Orquesta la Necedad, Grupo Que nota, Bronce Latino, Marco Antonio “El Yaqui”, entre otros. 
Actualmente es saxofonista de la Orquesta Típica García Blanco, saxofonista del grupo de música de Guerrero y Oaxaca “La Calenda” y mantiene su proyecto como músico solista.

## Discografía

### Como solista
- Farid Alvarez (2009)
- Boleros Vol. 1 (2017)
- Un viaje por Los Andes (2017)
- Instrumental Bossa Pop (2020)
- Remembranzas (2020)
- Wedding Sax (2021)

### Colaboraciones
- En el disco La velocidad de la Luz (con Los Bunkers, 2013).
- En el disco San Viernes (con Chévere Suave, 2019).
- En el disco Utopia (con el Grupo Itaypu, 2020).
- En el disco En Femenino (con la Orquesta Típica García Blanco, 2023).